# Suruga Jirō
Suruga Jirō (駿河次郎?; XII secolo – XII secolo) è stato un militare giapponese.
Vissuto nel tardo periodo Heian, fu vassallo di Minamoto no Yoshitsune. Il suo vero nome, Kiyoshige (清重?), gli venne assegnato dopo il periodo Edo. È uno dei quattro re celesti di Yoshitsune. Il suo basso rango sociale lo fa rientrare nella categoria dei chūgen o dei zōshiki.

## Biografia
In origine, era un cacciatore. Fu inizialmente vassallo di Minamoto no Yoritomo, per poi entrare al servizio di Minamoto no Yoshitsune intorno all'ottobre 1180. Successivamente, sotto Yoshitsune, scese in battaglia ad Ujigawa, Ichi-no-Tani, Yashima e Dan-no-ura. Nel romanzo Genpei Jōsuiki, dopo la disfatta del clan Taira, trafisse mortalmente il figlio di Taira no Munemori, Yoshimune, che venne fatto prigioniero, per ordine di Yoshitsune. Nel Gikeiki, respinse l'attacco di Tosanobō Shōshin e altri sicari, giunti con l'ordine imperiale di uccidere Yoshitsune, per poi in seguito decapitarli sulla riva del fiume Rokujō Kawara.
Inoltre, della sua esistenza vi è traccia solo nei già menzionati Genpei Jōsuiki e Gikeiki. Non ci sono sue menzioni in materiali storici dello stesso periodo né nell'annuale "Azuma Kagami", compilato durante lo shogunato Kamakura.

## Presenza nella cultura di massa
- Gli uomini che mettono il piede sulla coda della tigre - film (1945)
- Yoshitsune - serie televisiva (2005)